# الهاشماب (أم درمان)
حي الهاشماب هو حي سوداني يقع في ولاية الخرطوم مدينة أم درمان وهو حي عريق وقديم في أم درمان
الموقع
يحد الحي شمالا حي الأمراء وشرقا شارع الموردة ومن الغرب العباسية جنوباً شارع الفيل وحي الموردة.

## أصل التسمية
اتخذ الاسم من جد الأسرة الشيخ أبو القاسم هاشم أحد مشايخ الإسلام في أم درمان والسودان من أبرز معالم الحي أنه يضم في شمال شرق الحي اختار الشيخ بابكر بدري موقعا للأحفاد في الثلاثينات ليكون معهده جوار صديقه الشيخ أبو القاسم هاشم

## تاريخ الحي
قد كان في السابق عند نشأته بالقرب من بوابة عبد القيوم وقريبا من النيل نشأ هذا الحي في بدايات الدولة المهدية حين قام الاإمام محمد أحمد المهدي بتعيين الشيخ أبو القاسم أحمد هاشم كاتبا له وعندها اِرتحل الشيخ أبو القاسم من بري المحس شرق الخرطوم إلى أم درمان تنفيذا لطلب الإمام محمد أحمد المهدي وعند وفاة الإمام المهدي صار الشيخ أبو القاسم كاتبا للخليفة من بعده وسكن في أم درمان بحي الهاشماب حتى وفاته عام 1934، وحي الهاشماب بأم درمان على صغر حجمه إلا أنه يضم العديد من المعالم البارزة في مدينة أم درمان.

## أهم الأسر
- آل سعد الله الشيخ عبد الرحيم
- وآل ميرغني شكاك محمد وعثمان وأحمد وعلي
- آل الصوفي إلياس مكي وخضر مكي والفكي مكي وحسن مكي
- وخضر بدري وعبد الله الشيخ ،
- أسرة السيد عبد الماجد أحمد وإخوانه وأهله وهو من أوائل الاقتصاديين وشغل منصب وزير المالية والاقتصاد
- السيد أبو سنينة الذي كان مديرا لمصلحة الصيد وشارك في إنشاء حديقة الدندر
- آل الله جابو وآل خانجي وآل غانم

## أهم الشخصيات
والهاشماب تذخر بالشخصيات الهامة في جميع المجالات ومن أهم الشخصيات التي سكنت الهاشماب:
- الشيخ أحمد هاشم قاضي الخرطوم وبربر هو الجد الأكبر وعميد أسرة الهاشماب. ولد الشيخ أحمد في كمير الجودلاب
- السياسي والقاضي والمحامي محمد أحمد المحجوب الذي بعد أن درس الهندسة درس القانون ثم ولج السياسة فكان له القدح المعلي في الداخل والخارج وفي داره العامرة تم الصلح بين الملك فيصل والرئيس جمال عبد الناصر وله من الأبناء سامي وسيد وأنور
- الدكتور عبد الحليم محمد النطاسي البارع والأديب المقتدر والرياضي الأصيل والسياسي الكبير الذي نال عضوية مجلس السيادة بجدارة
- أبو الصحف الأستاذ أحمد يوسف هاشم صاحب القلم النزيه وصاحب جريدة السودان الجديد التي كان لها الدور الكبير في النضال ضد الاستعمار وهكذا يكتمل عقد الفرسان لثلاثة كما كانوا يسمونهم (المحجوب وحليم وأحمد يوسف).
- هاشم أبو القاسم هاشم شيخ العلماء و أحد أعمدة المعهد العلمي وأول مدير لجامعة أمدرمان الإسلامية التي قامت امتداداً للمعهد العلمي الذي قام بإنشائة والده الشيخ أبو القاسم أحمد هاشم مع مجموعة من علماء أمدرمان، وأبنائه أحمد وأبو القاسم هاشم أحد قادة مايو والدكتور إبراهيم هاشم ، والأديب المسرحي بدر الدين هاشم.[4]
- الشاعر صديق مدثر صاحب ياضنين الوعد للكابلي وشقيقه الإعلامي حبيب مدثر والمحامي عبد الحميد مدثر ،
- الطبيب حسن محمد إبراهيم وأبو القاسم محمد إبراهيم أحد قادة مايو ومصطفي محمد إبراهيم وإبراهيم محمد إبراهيم.

وقد اتخذت بعض الأسر من أهلنا الرباطاب حي الهاشماب مقرا لهم أمثال:
- آل دفع الله شبيكة الدكتور يوسف والمهندس أحمد والصيدلي والشاعر المرهف الدكتور علي شبيكة ورجل الأعمال عبد الرحمن شبيكة.
- أحمد عبد الصمد حسين وميرغني عمر من أوائل مديري الخطوط الجوية السودانية ومنزلهم كان يسمى السراي
- والشاعر مبارك حسن الخليفة وشقيقه الشاعر شمس الدين حسن الخليفة وشقيقهم موسى حسن الخليفة.[4]
- والعارف بالله الشيخ النيل. وآل حامد عقارب ومدير الإذاعة السودانية السيد/ معتصم فضل.[4]

### مجال الرياضة
- وفي الهاشماب نشأ وترعرع ولعب الأمير صديق منزول كرة الشراب وهو وإخوانه حامد وعبد الرحيم.

## وصلات خارجية
- موقع محلية أم درمان